# Skarpa lessowa w Białym Kościele
Skarpa lessowa w Białym Kościele – sztuczne odsłonięcie sekwencji lessowej znajdujące się w okolicy Białego Kościoła i Dankowic. Zachowana formacja skalna tworzy kilkumetrowej grubości płat o genezie eolicznej. Less w tym miejscu został osadzony podczas trwania ostatniego zlodowacenia. Sekwencja ta jest istotna z punktu widzenia rekonstrukcji paleoklimatycznych. Długość i szerokość skarpy to ok. 10 m².

## Lokalizacja
Profil lessowy położony jest na zachodnim zboczu doliny rzeki Oławy, na wysokości około 185 m n.p.m. Znajduje się w małej kopalni gliny, kilka metrów od drogi łączącej Strzelin z Henrykowem.

## Geologia
Wiek lessu oceniany jest na późny plejstocen-holocen. Jest to materiał o genezie eolicznej i barwie żółtej. Skała ta zaliczana jest do osadowych i zbudowana jest z bardzo drobnych ziaren, głównie kwarcu, o rozmiarze od 0,002 do 0,05 mm. Określana jest więc jako pył.

## Geomorfologia
Odsłonięcie skalne widoczne w pobliżu Białego Kościoła nie jest naturalne. W tym miejscu wydobywano materiał skalny, więc jest to forma o genezie antropogenicznej. Less jest skałą, która budzi wielkie zainteresowanie naukowców, ze względu na to, że na jego podstawie można odtworzyć zmiany klimatu w przeszłości, które miały miejsce w plejstocenie. Na podstawie sekwencji z Białego Kościoła, można wnosić jak zmieniał się klimat na przestrzeni ponad 100 tysięcy lat. Grubość lessów w tym miejscu wynosi ok. 8 metrów. Naukowcy odkryli, że kilkanaście tysięcy lat temu w tym miejscu zachodziła soliflukcja, która jest zapisem klimatu peryglacjalnego.